# Ričice (żupania splicko-dalmatyńska)
Ričice – wieś w Chorwacji, w żupanii splicko-dalmatyńskiej, w gminie Proložac. W 2011 roku liczyła 231 mieszkańców.